# Oyashio (lớp tàu ngầm)
Tàu ngầm lớp Oyashio (tiếng Nhật: おやしお) là một lớp tàu ngầm tấn công chạy bằng động cơ điện-diesel do Nhật Bản tự phát triển và được đưa vào biên chế Lực lượng phòng vệ trên biển Nhật Bản (JMSDF) kể từ năm 1998 đến nay.

## Thiết kế

JS Setoshio (SS-599) trong lễ hạ thủy tại Nhà máy đóng tàu Kobe.

Do hạn chế từ sau Chiến tranh thế giới thứ 2, Nhật Bản không được phép sở hữu vũ khí hạt nhân. Do vậy, Nhật Bản cũng không có kế hoạch đóng các tàu ngầm hạt nhân, tuy nhiên việc trang bị cho lực lượng tàu ngầm các tàu chạy bằng diesel lại được phát triển một cách linh hoạt. Tàu ngầm lớp Oyashio được phát triển trên nền tảng tàu ngầm lớp Harushio. Thân tàu của lớp Oyashio có kích thước lớn hơn so với lớp Harushio để có chỗ cho hệ thống định vị thủy âm đặt bên sườn. Quá trình nghiên cứu, đóng mới các tàu ngầm thuộc lớp Oyashio được thực hiện bởi Kawasaki Heavy Industries và Mitsubishi Heavy Industries. Đã có 11 chiếc thuộc lớp này được hạ thủy và đi vào hoạt động trong giai đoạn 1994 - 2006.
Tàu ngầm lớp Oyashio vốn được thiết kế để chống tàu ngầm và tàu mặt nước, rải thùy lôi, quét ngư lôi, làm nhiệm vụ tuần tra và trinh sát, bảo vệ các căn cứ hải quân, những tuyến đường biển...Lớp tàu ngầm này vận hành rất tốt trong vùng biển nông, có khả năng di chuyển ở gần khu vực đáy biển hơn các loại tàu ngầm tấn công khác.
Tàu được tích hợp thiết kế thân tàu dạng lá cuốn với kiểu giọt nước ở thiết kế trước đây của JMSDF, boong tàu dạng thẳng, khác với các tàu thế hệ trước có đặc điểm tròn hoặc hình thuôn. Tàu có cánh lái ở đuôi tàu dạng chữ thập và một trục chân vịt đơn lớn để làm giảm sức cản khi di chuyển trong lòng biển. Thân tàu làm bằng loại thép cường độ cao và ít nhiễm từ, cho phép lặn nhiều lần tới độ sâu tối đa khi cần thiết. Ngoài ra, việc sử dụng thép cường độ cao cũng giúp làm giảm được trọng lượng của vỏ tàu chịu áp lực, cho phép chở được nhiều nhiên liệu và vũ khí hơn. 
Toàn bộ phần thân tàu được chia thành các khoang kín nước. Các khoang được ngăn cách bởi vách ngăn bên trong lớp vỏ kép có tác dụng điều hoà áp suất, tăng khả năng sống sót cho tàu lên rất nhiều, thậm chí với một khoang và hai két liền kề bị ngập nước, tàu vẫn có khà năng hoạt động bình thường. Bên trong tàu rất chật hẹp vì không gian xung quanh có vô vàn thiết bị. Dọc theo thành tàu là cơ man hệ thống đường ống thủy lực và khí với rất nhiều van, đồng hồ. Khi di chuyển từ khoang này sang khoang kia là thông qua các cửa tròn, các phòng rất nhỏ từ bếp đến cabin ngủ, có thể nhận ra rằng tiện nghi trong tàu ngầm là rất khó. Mọi thứ phải phù hợp với không gian hạn chế. Hệ thống chì huy và hệ thống điều khiển hoả lực được bố trí trong phòng điều khiển chính, phòng này tách biệt với các khoang khác.
Các tàu ngầm thuộc lớp Oyashio được trang bị hệ thống điều hòa không khí để duy trì độ ẩm và nhiệt độ ở mức phù hợp trong các khoang, tạo điều kiện thuận lợi cho công tác của thủy thủ đoàn. Ngoài ra tàu còn được trang bị hệ thống lọc và tái tạo không khí, cung cấp lượng oxy đầy đủ, đồng thời hấp thụ lượng khí Cacbonic, các khí độc khác có hại cho cơ thể con người.
Để giảm bớt dấu hiệu bộc lộ âm thanh, các cửa xả nước được bố trí cách xa phần thân tàu phía mũi và vỏ tàu được phủ một lớp ngói bảo vệ bằng cao su để hấp thu sóng âm, làm giảm thiểu và chệch tín hiệu dội lại của thiết bị dò tìm đối phương. Lớp vỏ này cũng làm giảm tiếng ồn do tàu ngầm phát ra, do đó làm giảm khoảng cách bị phát hiện bởi sona thụ động của đối phương. Đuôi tàu có lớp che phủ bên ngoài hấp thụ âm thanh. Động cơ của tàu cũng được đặt cách ly trên bệ đỡ cao su và không chạm vào thân tàu, làm giảm rung động và triệt tiêu tiếng ồn. Vì thế, Oyashio được xem là một trong những lớp tàu ngầm ít gây tiếng ồn nhất khu vực châu Á.
Để có thể luôn sẵn sàng chiến đấu cho sự sống còn và cứu hộ thuyền viên của tàu, trong các khoang đầu tiên, thứ hai và thứ sáu là các khoang sinh tồn, chứa bè và thiết bị thông tin liên lạc. Trong trường hợp xảy ra tai nạn, thủy thủ đoàn có thể rời khỏi tàu ngầm, mặc bộ quần áo lặn và dụng cụ thở rồi đi qua các cửa khoan để đến lối thoát hiểm hoặc buồng giảm áp. Thủy thủ cũng có thể thoát ra khỏi tàu thông qua ống phóng ngư lôi ở khoang thứ nhất. Mỗi khoang (trong trường hợp xảy ra tai nạn có thể được đóng kín) luôn có dự trữ thực phẩm và nước cho các pin không khí tái sinh. Trong trường hợp xảy ra cháy nổ, ngay lập tức người ta phải ngăn chặn các phản ứng đốt cháy, trong đó có việc sử dụng hệ thống hoá chất bảo vệ như phun khí trơ (Freon). Hệ thống này có thể dập lửa nhưng nó có thể gây chết người nếu không cẩn thận.
Tàu ngầm lớp Oyashio có chiều dài 82 m, chiều rộng 8.9 m, độ mớn nước 7.4 m, lượng giãn nước là 2,750 tấn (tiêu chuẩn) và 4,000 tấn (khi lặn). Tàu có độ sâu hoạt động khoảng 240 m và độ sâu lặn tối đa 300 m, cho phép thuyền trưởng tự do hơn về chiến thuật so với mức độ vẫn có trước đó trên các tàu ngầm thông thường. Tàu không hạn chế về thời gian khi lặn sâu ở mức tối đa. Tàu có thể hoạt động liên tục 240 ngày trên biển trong một năm. Tàu được trang bị hệ thống xử lý thông tin tình báo chiến đấu thông minh cùng hệ thống tự động cao nên thủy thủ đoàn chỉ cần 70 người (gồm 10 sĩ quan) để vận hành.

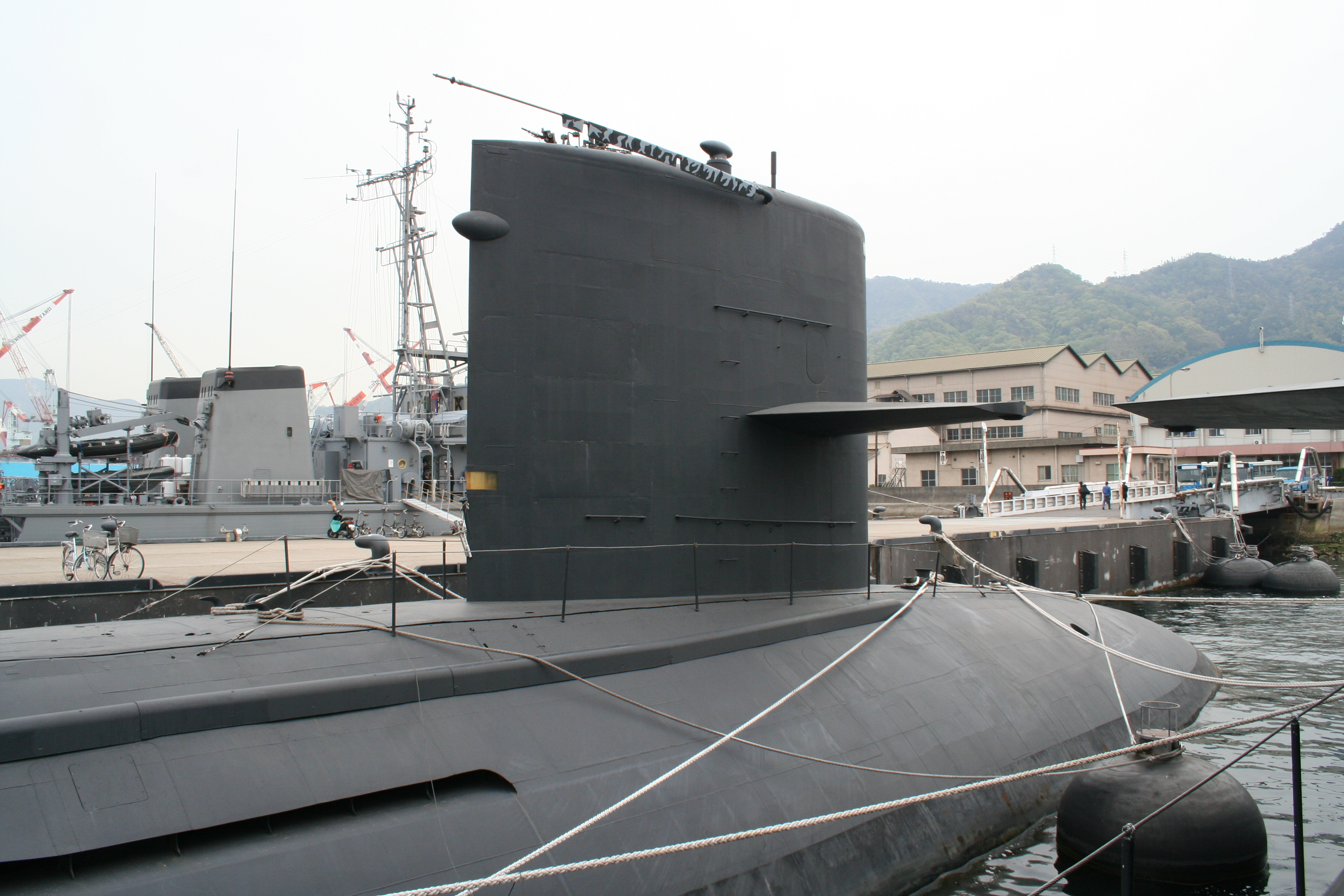
2 cánh ổn định bố trí 2 bên tháp chỉ huy của tàu JS Makishio.

## Hệ thống vũ khí
Lớp Oyashio được trang bị 6 ống phóng ngư lôi HU-605 533mm dùng cho ngư lôi Type 89 và tên lửa chống hạm UGM-84D Harpoon. 6 ống phóng HU-605 533mm nằm phía trước mũi tàu, được bố trí thành dãy, 2 ở phía trên và 4 ở phía dưới. Tàu có thể mang theo 20 ngư lôi Type 89 gồm 6 quả được bố trí trong ống phóng và 14 quả đặt trên giá, trong đó, sau khi phóng, hệ thống sẽ tự động nạp đạn mới. Việc nạp đạn được thực hiện trong 15 giây. Toàn bộ các thiết bị ngư lôi và hệ thống phục vụ của chúng có thể bắn theo loạt với độ sâu chiến dịch – chiến thuật và ngầm (tiềm vọng). Ngoài ra, ống phóng lôi còn có thể được sử dụng để rải thủy lôi
Ngư lôi Type-89 có tầm bắn tối đa 50 km, mang đầu nổ 267 kg, điều khiển bằng dây dẫn, áp dụng cả chế độ bám mục tiêu thụ động và chủ động. Loại ngư lôi này có uy lực tương đương dòng Mark 48 ADCAP của Mỹ. UGM-84D có tầm bắn 125 km và đầu nổ mạnh xuyên giáp nặng 221 kg. Mỗi quả đạn Harpoon được lắp một tầng đẩy sơ tốc và vỏ bảo vệ để bắn qua ống phóng ngư lôi, những thiết bị này sẽ được vứt bỏ sau khi tên lửa lao lên khỏi mặt biển.

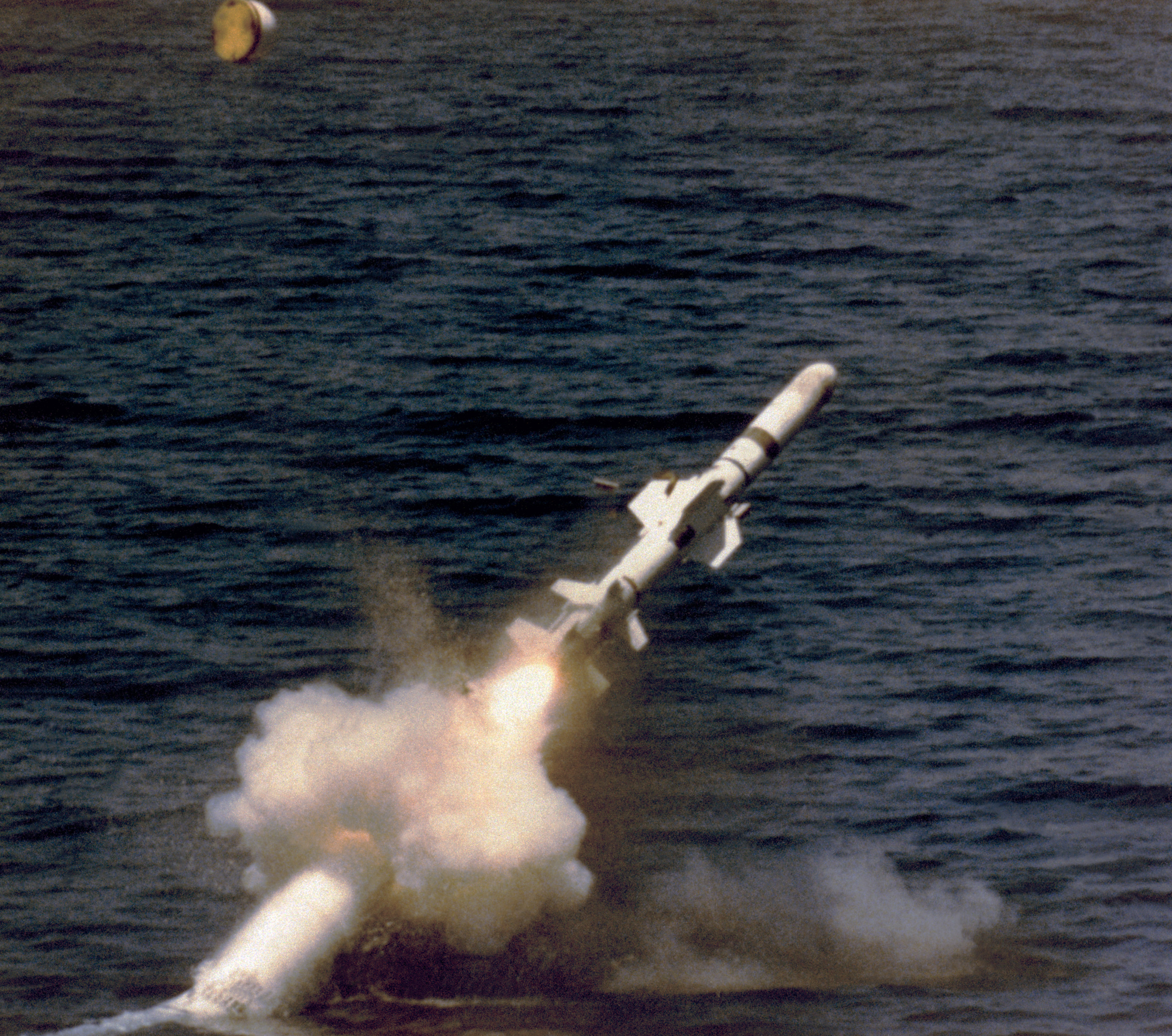
Tên lửa chống hạm UGM-84 Sub-Harpoon
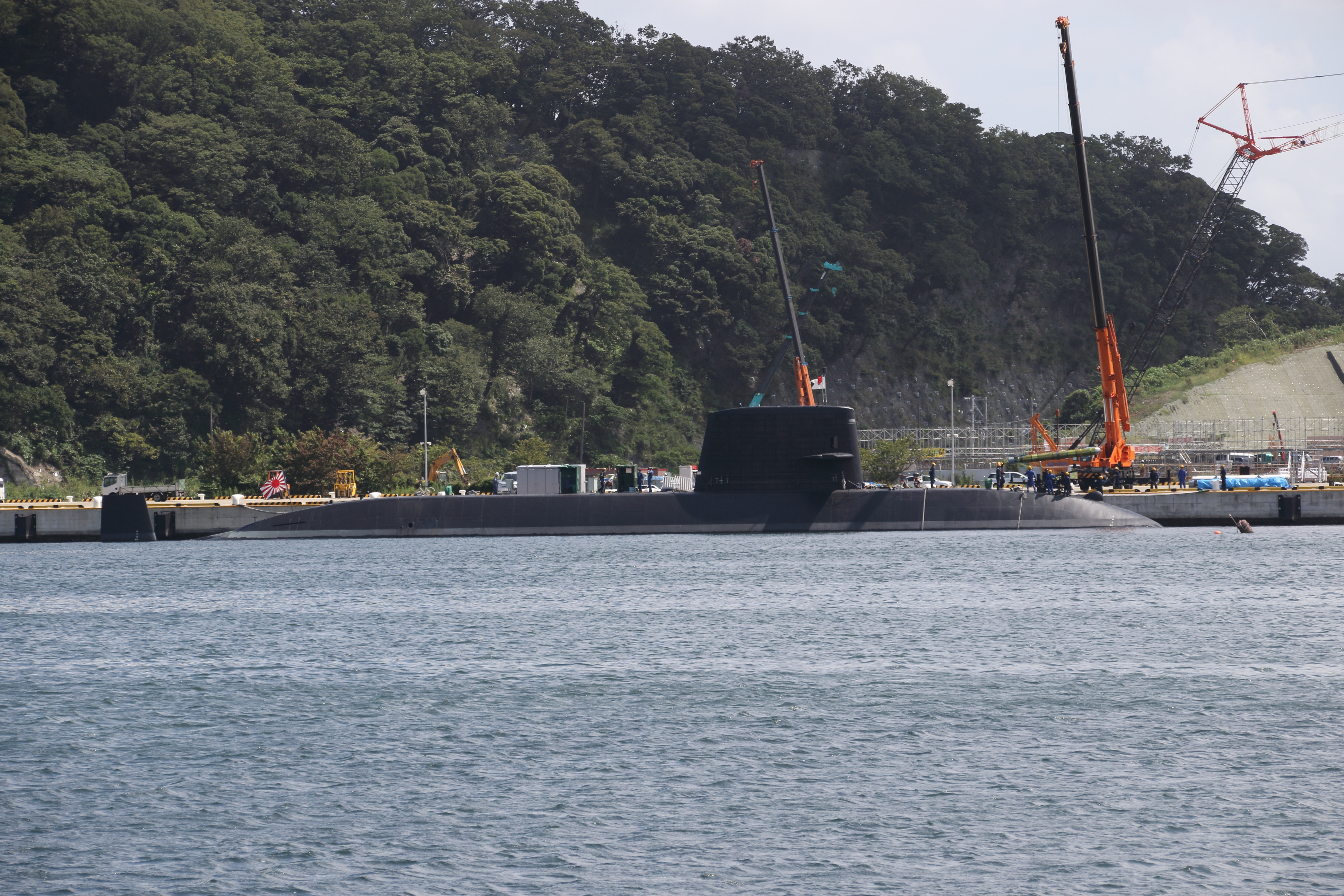
Ngư lôi Type 89 đang được nạp lên tàu JS Oyashio

## Cảm biến/radar
Lớp Oyashio có radar và thiết bị điện tử do Nhật Bản tử sản xuất. Cảm biên chính của tàu là hệ thống định vị thủy âm đa chức năng Hughes/Oki ZQQ 5B/6 với một mảng hình cầu phía trước mũi, 4 mảng gắn ở thân tàu, đồng thời được trang bị hệ thống thông tin điều khiển tác chiến ZYQ-3 có khả năng dẫn bắn sáu ngư lôi cùng lúc.
Trên tàu còn được lắp radar định vị nhận dạng và theo dõi mục tiêu mặt nước ZPS-6 cho phép cung cấp các thông tin về các tình huống dưới nước và trên không, làm nhiệm vụ an toàn hàng hải. Các thiết bị tác chiến điện tử gồm hệ thống tác chiến điện tử ZLR-3-6 chống gây nhiễu, hệ thống phóng mồi bẫy đánh lừa vũ khí dẫn đường âm thanh, radar cảnh báo sớm và thiết bị dò hướng. Các hệ thống khí tài này đã cho tàu có khả năng toàn diện: Phát hiện sớm mục tiêu, tấn công mạnh mẽ, cơ động nhanh chóng và phòng ngự tránh đòn phản công.

## Hệ thống động lực
Oyashio được trang bị một hệ thống động cơ diesel-điện bao gồm 2 động cơ diesel Kawasaki 12V25S, 2 máy phát điện xoay chiều Kawasaki và hai động cơ điện do Toshiba sản xuất. Hệ thống này có tổng công suất khoảng 7.700 mã lực, giúp tàu di chuyển với tốc độ tối đa 22 km/h khi nổi và 37 km/h khi lặn.

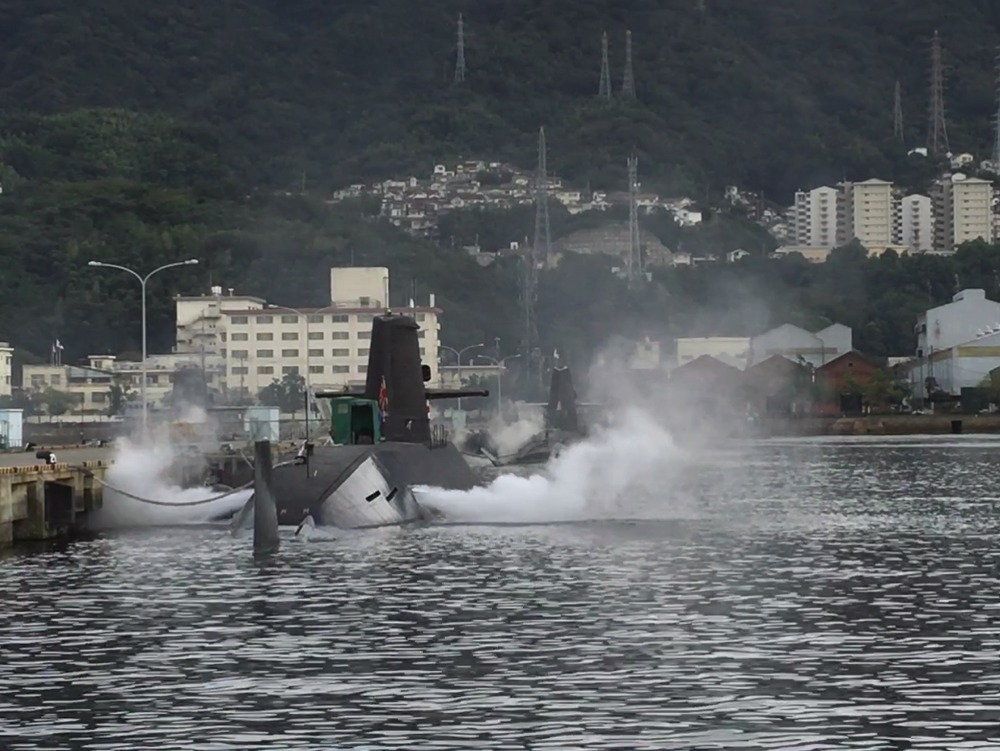
Một tàu thuộc lớp Oyashio đang sạc lại acquy, khí thải động cơ thoát ra từ lỗ xả phía sau thân tàu.

## Danh sách
| Số hiệu dự án | Số hiệu nhà máy | Số hiệu chính thức | Tên                  | Khởi đóng  | Hạ thủy        | Hoạt động   | Nơi đóng                          | Ghi chú                                                             |
| ------------- | --------------- | ------------------ | -------------------- | ---------- | -------------- | ----------- | --------------------------------- | ------------------------------------------------------------------- |
| S130          | 8105            | SS-590/ TSS-3608   | Oyashio (おやしお)   | 26/01/1994 | 15/10/1996     | 16/03/1998  | Kawasaki Shipbuilding Corporation | Được chuyển đổi thành tàu ngầm huấn luyện (TSS-3608) vào 06/03/2015 |
| S130          | 8106            | SS-591             | Michishio (みちしお) | 16/02/1995 | 18/09/1997     | 10/03/1999  | Mitsubishi Heavy Industries       | Được chuyển đổi thành tàu ngầm huấn luyện (TSS-3609) vào 27/02/2017 |
| S130          | 8107            | SS-592             | Uzushio (うずしお)   | 06/03/1996 | 26/11/1998     | 09/03/2000  | Kawasaki Shipbuilding Corporation |                                                                     |
| S130          | 8108            | SS-593             | Makishio (まきしお)  | 26/03/1997 | 22/09/1999     | 29/03/2001  | Mitsubishi Heavy Industries       |                                                                     |
| S130          | 8109            | SS-594             | Isoshio (いそしお)   | 09/03/1998 | 27/11/2000     | 14/03/ 2002 | Kawasaki Shipbuilding Corporation |                                                                     |
| S130          | 8110            | SS-595             | Narushio (なるしお)  | 02/04/1999 | 4 October 2001 | 03/03/2003  | Mitsubishi Heavy Industries       |                                                                     |
| S130          | 8111            | SS-596             | Kuroshio (くろしお)  | 27/03/2000 | 23/10/2002     | 08/03/2004  | Kawasaki Shipbuilding Corporation |                                                                     |
| S130          | 8112            | SS-597             | Takashio (たかしお)  | 30/01/2001 | 01/10/2003     | 09/03/2005  | Mitsubishi Heavy Industries       |                                                                     |
| S130          | 8113            | SS-598             | Yaeshio (やえしお)   | 15/01/2002 | 04/11/ 2004    | 09/03/2006  | Kawasaki Shipbuilding Corporation |                                                                     |
| S130          | 8114            | SS-599             | Setoshio (せとしお)  | 23/01/2003 | 05/10/2005     | 28/02/2007  | Mitsubishi Heavy Industries       |                                                                     |
| S130          | 8115            | SS-600             | Mochishio (もちしお) | 23/02/2004 | 06/11/2006     | 06/03/2008  | Kawasaki Shipbuilding Corporation |                                                                     |